# Kosei Inoue
Kōsei Inoue (井上康生, Inoue Kōsei; Miyakonojo, 15 mei 1978) is een Japans judoka.
Inoue werd olympisch kampioen tijdens de Olympische Zomerspelen 2000 in Sydney in de klasse tot 100 kilo. Tijdens de Spelen van 2004 trad Inoue op als aanvoerder van het Japanse team. In de kwartfinales van dat toernooi in Athene werd hij verslagen door Elco van der Geest. Hij nam in totaal tweemaal deel aan de Olympische Spelen.
1972: Sjota Tsjotsjisjvili ·
1976: Kazuhiro Ninomiya ·
1980: Robert Van de Walle ·
1984: Ha Hyoung-zoo ·
1988: Aurélio Miguel ·
1992: Antal Kovács ·
1996: Paweł Nastula ·
2000: Kosei Inoue ·
2004: Ihor Makarov ·
2008: Tuvshinbayar Naidan · 
2012: Tagir Chajboelajev · 
2016: Lukáš Krpálek · 
2020: Aaron Wolf · 
2024: Zelym Kotsoiev
- CiNii: DA17757106
- International Standard Name Identifier: 0000 0003 7559 9276
- Library of Congress Control Number: no2016163473
- Bibliotheek van het Japanse parlement: 00905940
- Nationale Bibliotheek van Tsjechië: xx0167961
- Virtual International Authority File: 252140167
- WorldCat: E39PBJrcgHFDvMMVjVrJwhBByd